# Elezioni presidenziali in Francia del 2007
Le elezioni presidenziali in Francia del 2007 si tennero il 22 aprile (primo turno) e il 6 maggio (secondo turno); Nicolas Sarkozy fu eletto Presidente della Repubblica al secondo turno.

## Risultati
|                 | Nicolas Sarkozy      | Unione per un Movimento Popolare   | 11 448 663 | 31,18 | 18 983 138 | 53,06 |  |  |
|                 | Ségolène Royal       | Partito Socialista                 | 9 500 112  | 25,87 | 16 790 440 | 46,94 |  |  |
|                 | François Bayrou      | Unione per la Democrazia Francese  | 6 820 119  | 18,57 |            |       |  |  |
|                 | Jean-Marie Le Pen    | Fronte Nazionale                   | 3 834 530  | 10,44 |            |       |  |  |
|                 | Olivier Besancenot   | Lega Comunista Rivoluzionaria      | 1 498 581  | 4,08  |            |       |  |  |
|                 | Philippe de Villiers | Movimento per la Francia           | 818 407    | 2,23  |            |       |  |  |
|                 | Marie-George Buffet  | Partito Comunista Francese         | 707 268    | 1,93  |            |       |  |  |
|                 | Dominique Voynet     | Verdi                              | 576 666    | 1,57  |            |       |  |  |
|                 | Arlette Laguiller    | Lotta Operaia                      | 487 857    | 1,33  |            |       |  |  |
|                 | José Bové            | no-global                          | 483 008    | 1,32  |            |       |  |  |
|                 | Frédéric Nihous      | Caccia, Pesca, Natura e Tradizioni | 420 645    | 1,15  |            |       |  |  |
|                 | Gérard Schivardi     | Partito dei Lavoratori             | 123 540    | 0,34  |            |       |  |  |
| Totale          | Totale               | Totale                             | 36 719 396 | 100   | 35 773 578 | 100   |  |  |
|                 |                      |                                    |            |       |            |       |  |  |
| Voti non validi | Voti non validi      | Voti non validi                    | 534 846    | 1,44  | 1 568 426  | 4,20  |  |  |
| Votanti         | Votanti              | Votanti                            | 37 254 242 | 83,77 | 37 342 004 | 83,97 |  |  |
| Elettori        | Elettori             | Elettori                           | 44 472 834 |       | 44 472 733 |       |  |  |